# Йонас Кауфман
Йонас Кауфман (нім. Jonas Kaufmann; нар. 20 липня 1969, Мюнхен, Баварія, Німеччина) — німецький оперний співак (драматичний тенор).

## Біографія
Йонас Кауфман народився в сім'ї страхового агента й виховательки дитячого садка в місті Мюнхені. У восьмирічному віці почав навчатися гри на фортепіано й співати в шкільному хорі.
Після двох семестрів університетського курсу математики, Кауфман в 1989 року переходить до Мюнхенської вищої школи музики і театру у клас сольного співу, який він закінчив в 1994 році з дипломом «концертного і оперного співака». Паралельно з навчанням починає виконувати незначні ролі в Баварській державній опері.
Розпочав професійні кар'єру в місті Саарбрюкені 1994 року. Закордоном дебютував у ліричній опері «Чикаго» 2001 року.
Співав на сценах Ковент-Гарден, Метрополітен-опера, Ла Скала, Опера Бастилія, а також в операх Відня, Мюнхена та ін.